# Goualade
Goualade är en kommun i departementet Gironde i regionen Nouvelle-Aquitaine i sydvästra Frankrike. Kommunen ligger i kantonen Captieux som tillhör arrondissementet Langon. År 2022 hade Goualade 107 invånare.

## Befolkningsutveckling
Antalet invånare i kommunen Goualade
Referens:INSEE